# Sheridan (Montana)
Sheridan è una città degli Stati Uniti d'America situata nel Montana, nella Contea di Madison.